# Havana Moon
《Havana Moon》은 미국의 라틴 록 음악가 카를로스 산타나의 1983년 솔로 프로젝트로 발매된 음반이다.
보 디들리와 척 베리 노래 커버와 부커 T. & 더 M.G.'s, 윌리 넬슨, 패뷸러스 썬더버즈의 공연, 카를로스의 아버지 호세가 말다툼 끝에 어머니에게 세레나데를 할 때 처음 들었던 노래인 〈Vereda Tropical〉을 부르는 장면도 담았다.

## 평가
| 전문가 평가      | 전문가 평가 |
| 평가 점수        | 평가 점수   |
| 출처             | 점수        |
| ---------------- | ----------- |
| Allmusic         | [ 2 ]       |
| Robert Christgau | B+          |
| Rolling Stone    | [ 4 ]       |

《롤링 스톤》의 J. D. 콘시다인은 카를로스 산타나가 테하노 음악을 녹음하는 것이 자연스러운 일이라고 생각했고 패뷸러스 썬더버드가 이러한 프로젝트에 이상적인 협력자라고 느꼈다. 그는 특히 〈Who Do You Love〉와 〈Havana Moon〉이 오리지널 녹음의 매력에 충실하면서 영감을 받은 테하노 요소를 투척한 것에 대해 극찬했다. 그러나 그는 "패뷸러스 썬더버드 없이 녹음된 6장의 컷에서 다른 스타일로의 로밍이 불만족스럽지는 않다"며 "《Havana Moon》 역시 혼란스럽지만 카를로스 산타나가 무엇을 하고 싶은지 확신하지 못한 듯 스타일에서 스타일별로 뛰어다니고 있다"고 말했다. 시야 확대에 열심인 것은 좋지만 모든 베이스를 커버하려다 오히려 노력을 줄인다는 게 실망스럽다고 말했다.

## 곡 목록
| #  | 제목                 | 작사·작곡                     | 재생 시간 |
| -- | -------------------- | ----------------------------- | --------- |
| 1. | 〈Watch Your Step〉  | 필 벨몬트, 바비 파커          | 4:01      |
| 2. | 〈Lightnin〉         | 부커 T. 존스, 카를로스 산타나 | 3:51      |
| 3. | 〈Who Do You Love?〉 | 보 디들리                     | 2:55      |
| 4. | 〈Mudbone〉          | 산타나                        | 5:51      |
| 5. | 〈One with You〉     | 존스                          | 5:14      |

| #  | 제목                        | 작사·작곡                                       | 재생 시간 |
| -- | --------------------------- | ----------------------------------------------- | --------- |
| 1. | 〈Ecuador〉                 | 산타나                                          | 1:10      |
| 2. | 〈Tales of Kilimanjaro〉    | 알란 파스콰, 아르만도 페라자, 라울 레코, 산타나 | 4:50      |
| 3. | 〈Havana Moon〉             | 척 베리                                         | 4:09      |
| 4. | 〈Daughter of the Night〉   | 하세 후스, 미카엘 릭포스                        | 4:18      |
| 5. | 〈They All Went to Mexico〉 | 그렉 브라운                                     | 4:47      |
| 6. | 〈Vereda Tropica〉          | 곤살로 퀴리엘                                   | 4:57      |